# Groupe consonantique
En linguistique, un groupe consonantique est une séquence de consonnes sans voyelle. Par exemple, le groupe consonantique /st/ commence le mot stage.
Certains linguistes font valoir que le concept d'un groupe consonantique ne s'applique qu'aux consonnes dans une syllabe plutôt que dans un mot entier. D'autres font valoir le contraire, que le concept est plus utile quand il est plus général.

## Phonotaxe
La phonotaxe d'une langue décide quels groupes consonantiques sont permis. Il ne s'ensuit pas qu'un groupe permis dans une langue soit permis dans toutes les langues. 
Il existe des langues plus et moins strictes que le français en ce qui concerne les groupes consonantiques. La plupart de langues malayo-polynésiennes les interdisent dans tous les cas, dont l’hawaïen. Le japonais permet un groupe de deux consonnes dont la première est nasale ou spirante. Par exemple, le japonais permet Honshū [hoɴɕuː], le nom d'une île, et Tokyo [toːkjoː], le nom d'une ville. L’arabe standard moderne interdit les groupes consonantiques qui commencent un mot mais permet les groupes de deux consonnes ailleurs dans le mot. C'est ainsi pour la plupart des langues sémitiques. Cependant, l'hébreu moderne permet de commencer un mot par un groupe de deux consonnes. L'arabe marocain permet les groupes de plusieurs consonnes puisque les langues berbères l'ont influencé. 
À l'opposé, les langues kartvéliennes de la Géorgie sont beaucoup moins strictes. Les groupes de quatre à six consonnes ne sont pas rares en géorgien, dont მწვრთნელი /mt͡sʼvrtnɛli/, qui signifie entraîneur. Il permet des groupes de huit consonnes si on ajoute des affixes grammaticaux. Puisque les consonnes ne peuvent pas être des noyaux syllabiques, on dit que la syllabe géorgienne /ɡvbrdɣvnis/ a comme forme CCCCCCCCVC. L'arménien, une langue que l'on parle près des langues kartvéliennes mais auxquelles elle n'est pas liée, permet aussi les grands groupes consonantiques. Plusieurs langues slaves permet des groupes de presque autant de consonnes. On trouve dans certaines langues salish des longs mots qui n'ont aucune voyelle. Il est difficile de préciser quelle consonne fonctionne comme le noyau de la syllabe dans ces cas. Par conséquent, on met en doute les notions classiques d'une syllabe. Ce problème se pose aussi dans les langues berbères du Nord.

## Emprunts
Il arrive que les mots d'une langue étrangère agissent en dehors de la phonotaxe de la langue qui les emprunte. Par exemple, les mots qui commence par /pn/ en français viennent tous du grec, dont pneu. Voir aussi la théorie de l'optimalité et ses contraintes.